# Élections législatives de 1958 dans l'Aube
Les élections législatives françaises de 1958 se déroulent les 23 et 30 novembre 1958. Dans le département de l'Aube, trois députés sont à élire dans le cadre de trois circonscriptions.

## Élus
| Circonscription | Député élu      | Parti | Parti |
| --------------- | --------------- | ----- | ----- |
| 1re             | Louis Briot     |       | UNR   |
| 2e              | Henri Terré     |       | CNIP  |
| 3e              | Bernard Laurent |       | MRP   |

## Système électoral
Pour la première fois depuis 1936, les élections législatives ont lieu au scrutin uninominal majoritaire à deux tours dans des circonscriptions uninominales.
Est élu au premier tour le candidat qui réunit la majorité absolue des suffrages exprimés et un nombre de voix au moins égal au quart (25 %) des électeurs inscrits dans la circonscription. Si aucun des candidats ne satisfait ces conditions, un second tour est organisé entre les candidats ayant réuni un nombre de voix au moins égal à 5 % des suffrages exprimés. Au second tour, le candidat arrivé en tête est déclaré élu.
Le seuil de qualification, basé sur un pourcentage relativement faible des suffrages exprimés, tend à faciliter l'accès au second tour de plus de deux candidats. Les candidats en lice au second tour peuvent ainsi fréquemment être trois, un cas de figure appelé « triangulaire ». Lorsque quatre candidats s'affrontent au second tour, on parle de « quadrangulaire ».

## Résultats

### Résultats à l'échelle du département
| Parti          | Parti                                            | Premier tour | Premier tour | Second tour | Second tour | Sièges |
| Parti          | Parti                                            | Voix         | %            | Voix        | %           | Sièges |
| -------------- | ------------------------------------------------ | ------------ | ------------ | ----------- | ----------- | ------ |
|                | Centre national des indépendants et paysans      | 24 392       | 21,63        | 32 697      | 29,56       | 1      |
|                | Union pour la nouvelle République                | 14 644       | 12,99        | 16 240      | 14,68       | 1      |
|                | Divers droite (gaulliste)                        | 9 797        | 8,69         | Retrait     | Retrait     | 0      |
|                | Modérés                                          | 5 251        | 4,66         | Retrait     | Retrait     | 0      |
|                | Droite parlementaire                             | 54 084       | 47,97        | 48 937      | 44,24       | 2      |
|                |                                                  |              |              |             |             |        |
|                | Parti communiste français                        | 23 196       | 20,57        | 29 615      | 26,78       | 0      |
|                | Section française de l'Internationale ouvrière   | 17 892       | 15,87        | 9 645       | 8,72        | 0      |
|                | Mouvement républicain populaire                  | 6 908        | 6,13         | 11 609      | 10,50       | 1      |
|                | Parti républicain, radical et radical-socialiste | 6 364        | 5,64         | Retrait     | Retrait     | 0      |
|                | Union et fraternité française                    | 4 311        | 3,82         | 10 800      | 9,76        | 0      |
|                |                                                  |              |              |             |             |        |
| Inscrits       | Inscrits                                         | 151 292      | 100,00       | 151 259     | 100,00      | 3      |
| Abstentions    | Abstentions                                      | 34 997       | 23,13        | 36 616      | 24,21       |        |
| Votants        | Votants                                          | 116 295      | 76,87        | 114 643     | 75,79       |        |
| Blancs et nuls | Blancs et nuls                                   | 3 540        | 3,04         | 4 037       | 3,52        |        |
| Exprimés       | Exprimés                                         | 112 755      | 96,96        | 110 606     | 96,48       |        |

### Résultats par circonscription

#### Première circonscription (Troyes - Bar-sur-Aube)
| Candidat       | Candidat            | Parti                     | Premier tour | Premier tour | Second tour | Second tour |  |
| Candidat       | Candidat            | Parti                     | Voix         | %            | Voix        | %           |  |
| -------------- | ------------------- | ------------------------- | ------------ | ------------ | ----------- | ----------- |  |
|                | André Mutter        | CNIP                      | 9 137        | 27,44        | 10 456      | 31,01       |  |
|                | Louis Briot élu     | UNR                       | 6 151        | 18,47        | 16 240      | 48,16       |  |
|                | Jean Burles         | PCF                       | 5 494        | 16,5         | 7 024       | 20,83       |  |
|                | Germain Rincent     | SFIO                      | 4 613        | 13,85        | Retrait     | Retrait     |  |
|                | Paul Renou          | Divers droite (Gaulliste) | 3 820        | 11,47        | Retrait     | Retrait     |  |
|                | Henry Supper-Lebois | Radsoc                    | 2 991        | 8,98         | Retrait     | Retrait     |  |
|                | Louis Bougie        | Modérés                   | 1 089        | 3,27         |             |             |  |
|                |                     |                           |              |              |             |             |  |
| Inscrits       | Inscrits            | Inscrits                  | 44 791       | 100,00       | 44 796      | 100,00      |  |
| Abstentions    | Abstentions         | Abstentions               | 10 338       | 23,08        | 10 211      | 22,79       |  |
| Votants        | Votants             | Votants                   | 34 453       | 76,92        | 34 585      | 77,21       |  |
| Blancs et nuls | Blancs et nuls      | Blancs et nuls            | 1 158        | 3,36         | 865         | 2,5         |  |
| Exprimés       | Exprimés            | Exprimés                  | 33 295       | 96,64        | 33 720      | 97,5        |  |

#### Deuxième circonscription (Troyes - Bar-sur-Seine)
| Candidat       | Candidat        | Parti                     | Premier tour | Premier tour | Second tour | Second tour |  |
| Candidat       | Candidat        | Parti                     | Voix         | %            | Voix        | %           |  |
| -------------- | --------------- | ------------------------- | ------------ | ------------ | ----------- | ----------- |  |
|                | Henri Terré élu | CNIP                      | 15 255       | 42,18        | 22 241      | 66,33       |  |
|                | Marcel Noël     | PCF                       | 8 116        | 22,44        | 11 289      | 33,67       |  |
|                | Bernard Pieds   | SFIO                      | 6 816        | 18,85        | Retrait     | Retrait     |  |
|                | Raymond Nicot   | Divers droite (Gaulliste) | 5 977        | 16,53        | Retrait     | Retrait     |  |
|                |                 |                           |              |              |             |             |  |
| Inscrits       | Inscrits        | Inscrits                  | 48 594       | 100,00       | 48 592      | 100,00      |  |
| Abstentions    | Abstentions     | Abstentions               | 11 326       | 23,31        | 12 942      | 26,63       |  |
| Votants        | Votants         | Votants                   | 37 268       | 76,69        | 35 650      | 73,37       |  |
| Blancs et nuls | Blancs et nuls  | Blancs et nuls            | 1 104        | 2,96         | 2 120       | 5,95        |  |
| Exprimés       | Exprimés        | Exprimés                  | 36 164       | 97,04        | 33 530      | 94,05       |  |

#### Troisième circonscription (Troyes - Nogent-sur-Seine)
| Candidat       | Candidat            | Parti          | Premier tour | Premier tour | Second tour | Second tour |  |
| Candidat       | Candidat            | Parti          | Voix         | %            | Voix        | %           |  |
| -------------- | ------------------- | -------------- | ------------ | ------------ | ----------- | ----------- |  |
|                | Maurice Camuset     | PCF            | 9 586        | 22,14        | 11 302      | 26,07       |  |
|                | Jean Durlot         | UNR            | 8 493        | 19,62        | Retrait     | Retrait     |  |
|                | Bernard Laurent élu | MRP            | 6 908        | 15,96        | 11 609      | 26,78       |  |
|                | André Montmaur      | SFIO           | 6 463        | 14,93        | 9 645       | 22,25       |  |
|                | Charles Courrier    | UFF            | 4 311        | 9,96         | 10 800      | 24,91       |  |
|                | Roger Fleury        | Modérés        | 4 162        | 9,61         | Retrait     | Retrait     |  |
|                | André Lemeland      | Radsoc         | 2 221        | 5,13         | Retrait     | Retrait     |  |
|                | Gaston Béneult      | Radsoc         | 1 152        | 2,66         |             |             |  |
|                |                     |                |              |              |             |             |  |
| Inscrits       | Inscrits            | Inscrits       | 57 907       | 100,00       | 57 871      | 100,00      |  |
| Abstentions    | Abstentions         | Abstentions    | 13 333       | 23,02        | 13 463      | 23,26       |  |
| Votants        | Votants             | Votants        | 44 574       | 76,98        | 44 408      | 76,74       |  |
| Blancs et nuls | Blancs et nuls      | Blancs et nuls | 1 278        | 2,87         | 1 052       | 2,37        |  |
| Exprimés       | Exprimés            | Exprimés       | 43 296       | 97,13        | 43 356      | 97,63       |  |